# Kleine Vallei van de Geisers

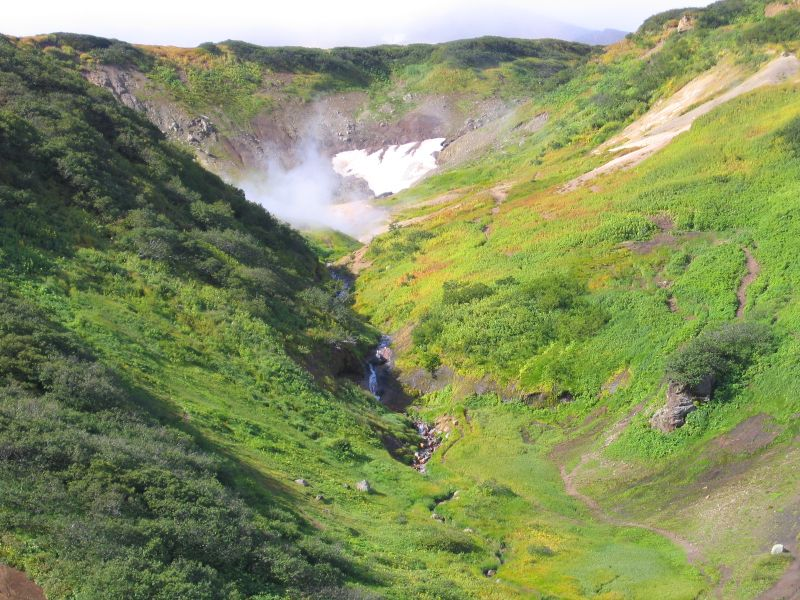
Kleine Vallei van de Geisers

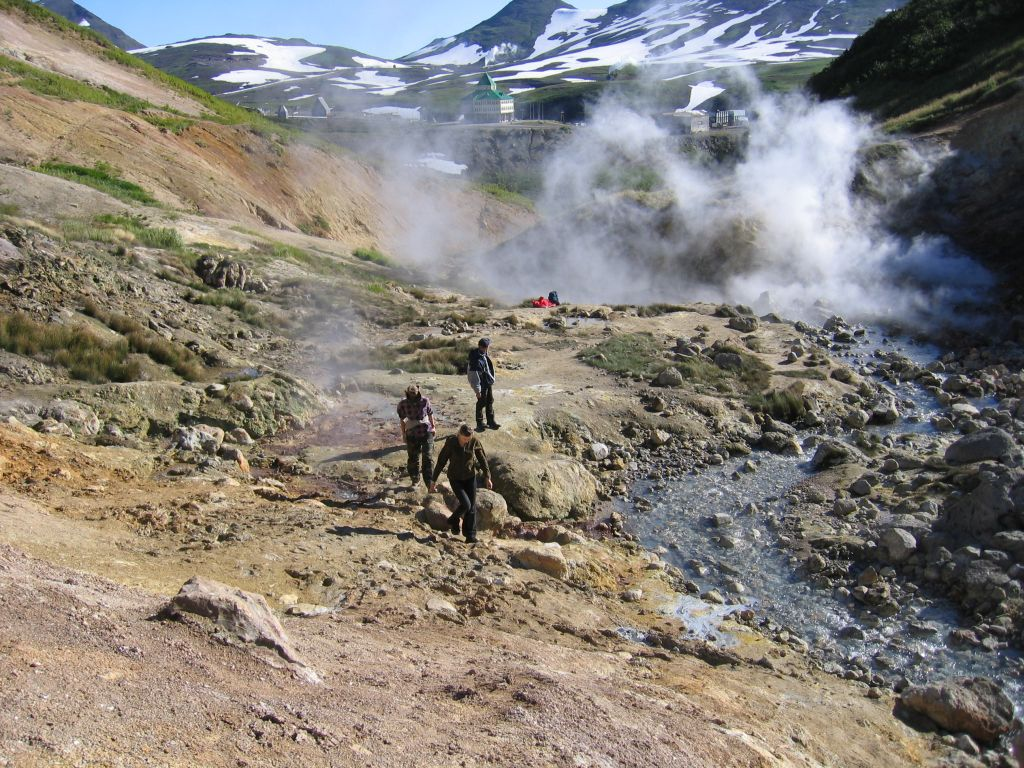
Toeristen bij de geisers

De Kleine Vallei van de Geisers (Russisch: Малая долина гейзеров; Malaja dolina gejzerov) is de bijnaam voor een groep van geisers op de hellingen van de vulkaan Moetnovski in het zuidelijk deel van het Russische schiereiland Kamtsjatka. De geisers bevinden zich naast de geothermische centrale Moetnovskaja GeoES. De geisers zijn gratis opengesteld voor het publiek. In de heetwaterbronnen zijn thermofiele algen aangetroffen. 
De naam is afgeleid van de noordelijker gelegen Vallei van de Geisers in de zapovednik Kronotski.